# Spathoglottis
Spathoglottis é um género botânico pertencente à família das orquídeas (Orchidaceae).

## Espécies
1. Spathoglottis affinis  de Vriese (1855)
2. Spathoglottis albida  Kraenzl. (1898)
3. Spathoglottis alpina  R.S.Rogers (1930)
4. Spathoglottis altigena  Schltr. (1912)
5. Spathoglottis aurea  Lindl. (1850)
6. Spathoglottis bulbosa  Schltr. (1912)
7. Spathoglottis carolinensis  Schltr. (1914)
8. Spathoglottis chrysantha  Ames (1908)
9. Spathoglottis chrysodorus  T.Green (2002)
10. Spathoglottis confusa  J.J.Sm. (1932)
11. Spathoglottis doctersii  J.J.Sm. (1935)
12. Spathoglottis eburnea  Gagnep. (1931)
13. Spathoglottis elmeri  Ames (1912)
14. Spathoglottis elobulata  J.J.Sm. (1929)
15. Spathoglottis erectiflora  Schltr. (1921)
16. Spathoglottis gracilis  Rolfe ex Hook.f. (1894)
17. Spathoglottis grandifolia  Schltr. (1912)
18. Spathoglottis hardingiana  C.S.P.Parish & Rchb.f. (1878)
19. Spathoglottis ixioides  (D.Don) Lindl. ex Wall. (1831)
20. Spathoglottis kenejiae  Schltr. (1912)
21. Spathoglottis kimballiana  Hook.f. (1895)
22. Spathoglottis lane-poolei  R.S.Rogers (1925)
23. Spathoglottis latifolia  (Gaudich.) Garay & Ormerod (2001)
24. Spathoglottis microchilina  Kraenzl. (1893)
25. Spathoglottis micronesiaca  Schltr. (1914)
26. Spathoglottis oreophila  Ridl. (1916)
27. Spathoglottis pacifica  Rchb.f. (1868)
28. Spathoglottis palawanensis  Lubag-Arquiza (2006)
29. Spathoglottis papuana  F.M.Bailey (1898)
30. Spathoglottis parviflora  Kraenzl. (1892)
31. Spathoglottis paulinae  F.Muell. (1867)
32. Spathoglottis petri  Rchb.f. (1877)
33. Spathoglottis philippinensis  Lubag-Arquiza (2006)
34. Spathoglottis plicata  Blume (1825) - Typus Species -
35. Spathoglottis portus-finschii  Kraenzl. (1889)
36. Spathoglottis pubescens  Lindl. (1831)
37. Spathoglottis pulchra  Schltr. (1905)
38. Spathoglottis smithii  Kores (1989)
39. Spathoglottis stenophylla  Ridl. (1886)
40. Spathoglottis sulawesiensis  T.Green (2003)
41. Spathoglottis tomentosa  Lindl. (1845)
42. Spathoglottis tricallosa  J.J.Sm. (1917)
43. Spathoglottis umbraticola  Garay (1999)
44. Spathoglottis unguiculata  (Labill.) Rchb.f. (1868)
45. Spathoglottis vanoverberghii  Ames (1920)
46. Spathoglottis vanvuurenii  J.J.Sm. (1914)
47. Spathoglottis velutina  Schltr. (1925)
48. Spathoglottis wariana  Schltr. (1912)